# Donji Malovan
Donji Malovan je naseljeno mjesto u općini Kupres, Federacija Bosne i Hercegovine, BiH.

## Povijest
Početkom prosinca 1941. godine oko 100 partizana pod zapovjedništvom Vojina Zirojevića i Mustafe Latifića napalo je oko 10 h kraj Donjeg Malovana kamione talijanskih vojnika koji su se kretali od Kupresa prema Livnu. Partizani su bili pažljivo raspoređeni oko ceste na Stržanju u Petrovim Dragama. Prethodno su presjekli telefonske linije na Borovoj glavi kako bi bili sigurni da Talijani ne mogu očekivati pomoć iz Livna. Kad je kolona talijanskih kamiona ušla u partizansku zasjedu otvorena je na njih gusta puščana i mitraljeska vatra, a borba je trajala oko jedan sat. Nekoliko je kamiona bilo prevrnuto, a Talijana zarobljeno. Manja skupina Talijana počela je bježati prema rijeci Šujici i po hladnom vremenu pregazila vodu i nastavila bježati. Na opće iznenađenje partizana odbjegli Talijani su se odazvali pozivu na predaju, vratili se i predali vjerojatno misleći da će u pravcu bježanja naići na novu partizansku zasjedu. Tako se broj zarobljenih talijanskih vojnika popeo na 21. Partizani su zarobili, između ostalog, 6 teških mitraljeza marke breda, nekoliko desetaka pušaka, puno puščanog streljiva i ručnih bombi, pištolja i drugog vojnog materijala. U ovoj akciji poginula su dva pripadnika Cincarskog partizanskog odreda, Vojislav Duvnjak i Mirko Duvnjak, obojica iz Donjeg Malovana. Nakon ove akcije Talijani su se počeli puno pažljivije kretati na razdaljini Livno-Kupres, obično u većim kolonama praćenim oklopnim vozilima. Da bi se na neki način osvetili za težak poraz koji su doživjeli, nakon nekoliko dana spalili su više kuća u Stržanju i općenito Malovanu. Neposredno nakon malovanske zasjede, po naređenju zapovjedništva partizanskog odreda, spaljene su Markovićeve štale na Borovoj glavi u kojima su se trebali smjestiti Talijani.

## Stanovništvo

### 1991.
Nacionalni sastav stanovništva 1991. godine, bio je sljedeći:
ukupno: 396
- Srbi - 395
- ostali, neopredijeljeni i nepoznato -  1

### 2013.
Nacionalni sastav stanovništva 2013. godine, bio je sljedeći:
ukupno: 55
- Srbi - 54
- Hrvati - 1

## Vanjske poveznice
- maplandia.com: Donji Malovan